# Солт Лејк Сити старси
Солт Лејк Сити старси (енгл. Salt Lake City Stars) амерички је кошаркашки клуб из Вест Вали Ситија у Јути. Клуб се такмичи у НБА развојној лиги и тренутно је филијала НБА тима Јута џез.

## Историја
Клуб је основан 1997. године и такмичио се у КБА лиги све до 2006, када је прешао у НБА развојну лигу. До сада је једном освојио НБА развојну лигу, у сезони 2007/08.

## Успеси
- НБА развојна лига
  - Првак (1): 2007/08.

## Филијала
- Јута џез (2006—2007, 2011—2012, 2014—данас)
- Денвер нагетси (2009—2012)
- Портланд трејлблејзерси (2007—2014)
- Сијетл суперсоникси (2006—2008)
- Торонто репторси (2008—2009)

## Познатији играчи
- Маркус Бенкс
- Терико Вајт
- Хенри Домеркант
- Микаел Желабал
- Виктор Клавер
- Патрик Милс
- Тибор Плајс
- Мајк Тејлор
- Џоел Фриланд
- Нејтан Џавај